# Пуї (імператор)
Пу Ї (маньчж.: Pui; кит. спрощ.: 溥仪; кит. трад.: 溥儀; піньїнь: Pǔ Yí; 7 лютого 1906 — 17 жовтня 1967) — китайський і маньчжурський державний і політичний діяч. Останній імператор династії Цін (2 грудня 1908 — 12 лютого 1912). Титулярний імператор до 1924 року. Голова Маньчжурської держави (9 березня 1932 — 28 лютого 1934), її перший і останній імператор (1 березня 1932 — 18 серпня 1945). Представник роду Айсін Ґьоро. Зійшов на трон династії Цін у 2-річному віці. Скинутий з престолу Синхайською революцією 1912 року, що проголосила створення Китайської республіки. Після Мукденського інциденту 1931 року став головою новоствореної Маньчжурської держави за допомогою японців. До кінця Другої світової війни перебував під жорстким контролем японських військових, формально залишаючись союзником Японської імперії. 1945 року потрапив до радянських концтаборів. 1950 року переданий комуністичному Китаю, де утримувався у в'язниці до 1959 року. З 1964 року став членом Китайської народної політичної узгоджувальної ради як представник маньчжурів. Помер у розпал Культурної революції. Посмертне ім'я — Імператор Сюнь. Храмове ім'я — Гунцзун. Девізи правління — Сюаньтун у 1909–1911, Датун — у 1932–1934 і Канде — в 1934–1945 роках. Інші імена, що походять від девізів правління, — Імпера́тор Сюаньту́н (кит.: 宣統帝; піньїнь: Xuāntǒng-dì) та Імпера́тор Канде́ (кит.: 康徳帝; піньїнь: Kāngdé-dì).

## Біографія

### Молоді роки

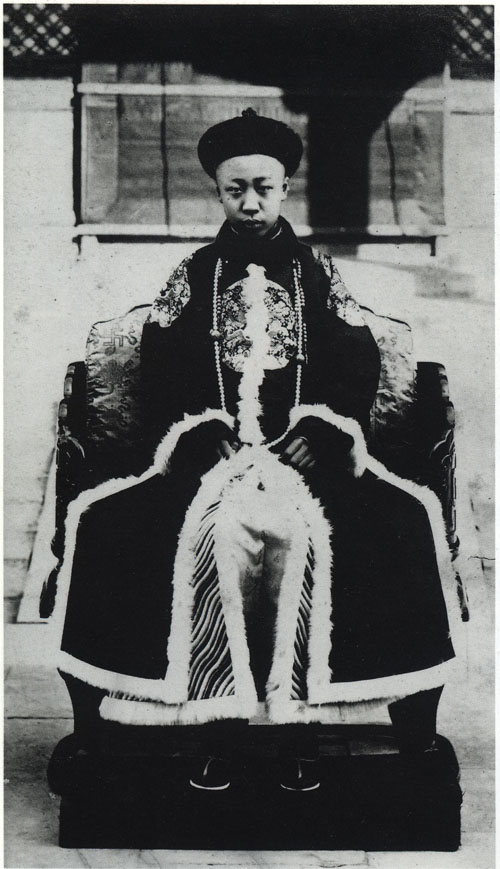
Пуї в імператорському костюмі.

Пуї зведено на престол, коли йому ще не минуло й трьох років. Регентом юного імператора був його батько, князь Цзайфен. Однак незабаром він подав у відставку через нездатність до політики, що призвело до народних бунтів по всій країні. Його місце зайняла імператриця-вдова Лунь Юй.
Царювання маленького Пуї виявилося недовгим, 1912 року прем'єр-міністр Китаю Юань Шикай підняв революцію і скинув панівну династію, встановивши республіканський уряд. 12 лютого 1912 року імператриця підписала акт про зречення імператора від престолу.
Пуї позбавили влади, але йому залишили всі імператорські привілеї. Він повинен був мешкати в Забороненому місті в Пекіні й не міг виїжджати за його межі.
У 1917 році в країні відбувся ще один військовий заколот, у результаті якого прихильники династії повернули Пуї владу імператорові. Однак за два тижні заколотники здали свої позиції й Пуї знову став формальним імператором. Однак сам він, з причини свого надто юного віку, не розумів значення всіх цих державних заколотів і змін. Він, як і раніше, залишався під замком за 10-метровими стінами Забороненого міста, який не залишав протягом 16 років.
У 1924 році народна армія знову захопила владу. Пуї в цей час вже минуло 18 років. Його повністю позбавили всіх титулів і привілеїв, а також наказали протягом двох днів виїхати з палацу. Колишній імператор переодягнувся в торговця, зібрав свої коштовності й поїхав до міста Тяньцзінь, створивши там «двір у вигнанні».

### Маньчжурська держава

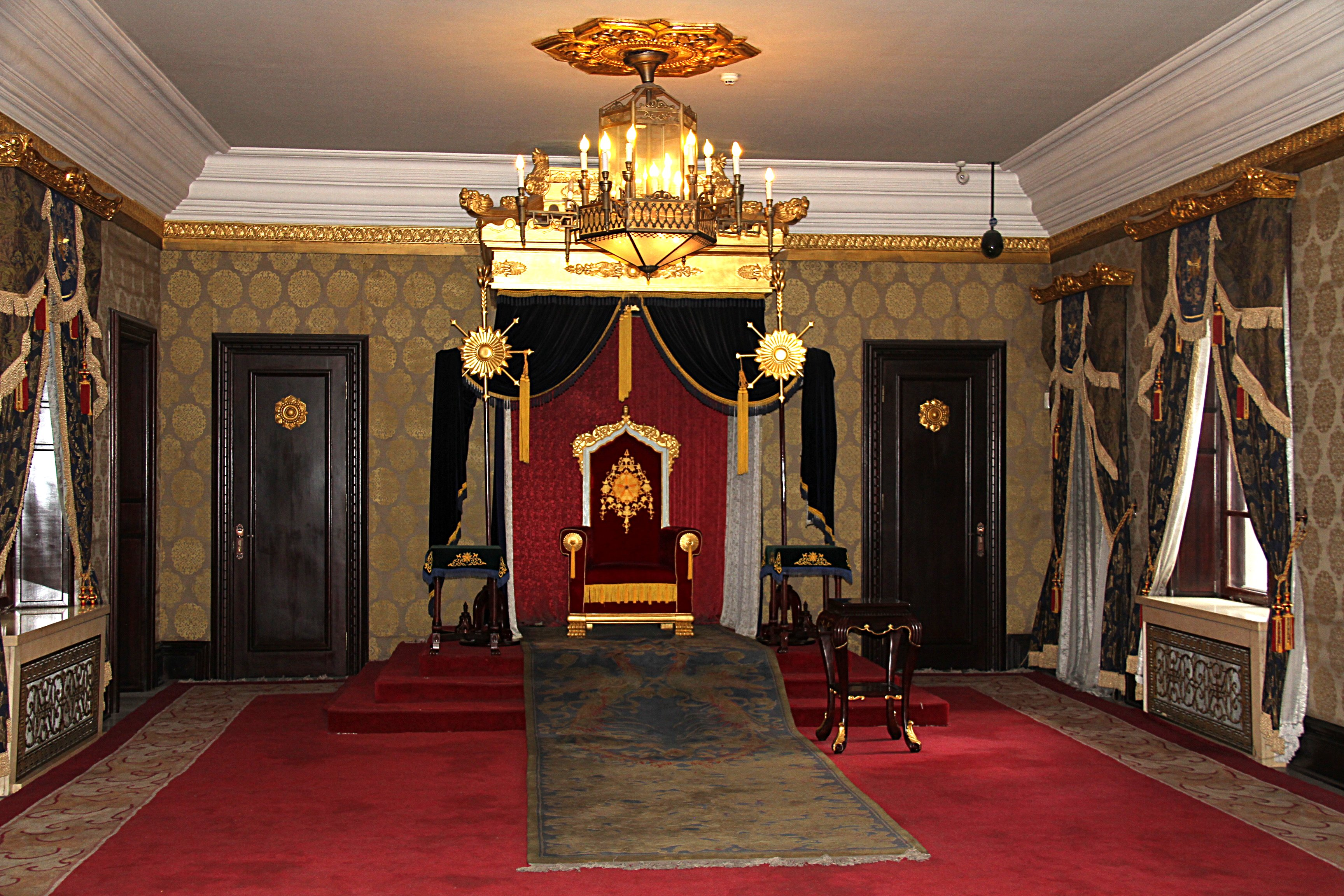
Тронна зала імператора Маньчжурської держави

У 1931 році японська Квантунська армія захопила Маньчжурію, а в 1932 році проголосила незалежність північного сходу Китаю, назвавши новоутворену країну Маньчжурською державою зі столицею в місті Чанчунь. Пуї, який вважав за свій обов'язок повернути монархічну владу в Китаї, побачив у цьому шанс утілити свої мрії й пішов на співпрацю з японцями, ставши головою нової держави. Хоча його й проголосили імператором Маньчжурської держави, однак реально країною керували японці.
Протягом наступних тринадцяти років Пуї був маріонетковим володарем, який так і не спромігся звільнитися від японської залежності. У 1945 році в Манчжурію увійшли радянські війська, а Пуї був змушений підписати акт про зречення престолу. За кілька днів після цього він спробував утекти до Японії літаком, але його затримано в аеропорту міста Шеньян і відправлено в СРСР.

### В'язень
Майже шість років Пуї перебував у в'язницях Хабаровська і Чити, де, однак, користувався привілеями, а умови його утримання були добрі. Чекісти дуже швидко вмовили його дати свідчення проти японських військових командирів у токійському суді. Він повністю виправдав їхні сподівання, а також стверджував у суді, що став керівником Маньчжоу-Го з примусу й що все робив під тиском і за вказівкою японців.
Двічі Пуї письмово просив Сталіна прийняти його у ВКП(б), зазначивши, що під час ув'язнення ознайомився з працями Леніна й Маркса, і вважає
їх дуже глибокими й такими, що справили на нього велике враження. Однак Сталін не задовольнив його прохання.[джерело?]
Дізнавшись, що владу в Китаї захопили комуністи, Пуї написав листа Сталінові з проханням не депортувати його до КНР. Він був упевнений, що в Китаї на нього чекає смертний вирок.
Проте Сталін і цього разу не звернув на його прохання уваги, і 1950 року Пуї передано китайському уряду. Дізнавшись про рішення Сталіна, Пуї спробував учинити самогубство, але спроба закінчилася невдало. У Китаї його відправили у в'язницю для військових злочинців, спочатку до Харбіна, а потім у Фушунь. Його тюремний номер був 981.
У грудні 1959 року Мао Цзедун амністував Пуї, сказавши таке: «Цей злочинець пробув в ув'язненні вже майже 10 років. Протягом цього часу він пройшов перетворення фізичною працею й ідеологічне перевиховання. Він справді вже проявляє відмову від зла й прагнення до доброти, тож його можна звільнити».

### Смерть
Після звільнення Пуї влаштували працювати садівником у Пекінському ботанічному саду, а потім архіваріусом у Національній бібліотеці.
Після того як він прийняв комуністичні ідеї, у 1964 році Пуї став членом політико-консультативної ради КНР, у якій пропрацював до самої смерті. У 1966 році, з початком Культурної революції, за наказом Чжоу Еньлая був поміщений під посилену охорону від нападів з боку хунвейбінів.
Помер 17 жовтня 1967 р. від раку нирки. Тіло Пуї піддали кремації, а прах поховали на пекінському кладовищі Бабаошань поруч із революціонерами та провідними комуністичними діячами. У 1995 році удова перенесла його прах на Західний імператорський цвинтар династії Цін.

## Особисте життя
Пуї мав п'ять дружин. Уперше він одружився в 16 років з маньчжурською дівчиною Вень Сю. Проте вона була не дуже красива і з простої сім'ї. Тому йому вибрали іншу дружину, — Вань Жун, яка більше відповідала до статусу імператриці. Згодом вона втратила розум від опіуму, і її було страчено за подружню зраду. Наступну дружину йому нав'язали японці. Це була Тань Юйлін, яка померла після п'яти років у шлюбі. Пуї заявив, що її отруїли японці. Останні ж відразу знайшли йому ще одну маньчжурську дівчину, Лі Юйцин, яку виховувано в Японії. Але з нею Пуї сливе не жив і розлучився відразу ж після розпаду Маньчжоу-Го. П'ятою та останньою його дружиною за рекомендацією Мао Цзедуна стала проста жінка ханьської національності — медсестра Лі Шусянь, з якою він і прожив до кінця своїх днів.
Пуї не мав дітей від жодної з п'ятьох дружин.

## Творчість
У 1960 році випустив книгу спогадів «Перша половина мого життя», написану в співпраці з Лі Веньді. У 1964 році вийшло доповнене видання. Повне видання без купюр вийшло лише 2007 року. В ній Пуї, зокрема, розкаювався у своїх злочинах і говорив про свою щиру відданість комуністичному Китаєві.

## Оцінки
У науково-популярній та художній літературі XX століття Пуї згадується як «Останній імператор».